# Puznówka (gromada)
Puznówka – dawna gromada, czyli najmniejsza jednostka podziału terytorialnego Polskiej Rzeczypospolitej Ludowej w latach 1954–1972.
Gromady, z gromadzkimi radami narodowymi (GRN) jako organami władzy najniższego stopnia na wsi, funkcjonowały od reformy reorganizującej administrację wiejską przeprowadzonej jesienią 1954 do momentu ich zniesienia z dniem 1 stycznia 1973, tym samym wypierając organizację gminną w latach 1954–1972.
Gromadę Puznówka z siedzibą GRN w Puznówce utworzono – jako jedną z 8759 gromad na obszarze Polski – w powiecie garwolińskim w woj. warszawskim, na mocy uchwały nr VI/10/2/54 WRN w Warszawie z dnia 5 października 1954. W skład jednostki weszły obszary dotychczasowych gromad Gocław, Niesadna, Puznówka i Żelazna ze zniesionej gminy Parysów w tymże powiecie. Dla gromady ustalono 19 członków gromadzkiej rady narodowej.
31 grudnia 1961 gromadę zniesiono, włączając jej obszar do gromady Pilawa w tymże powiecie.